# Chiesa di San Giacomo (Trieste)
La chiesa di San Giacomo Apostolo è la parrocchiale di San Giacomo, quartiere di Trieste, in provincia e diocesi di Trieste; è sede dell'omonimo decanato.

## Storia
Agli inizi del XIX secolo a San Giacomo, località in cui esisteva già da secoli una chiesetta posta lungo la strada per l'Istria, ci fu un sensibile incremento della popolazione. Detta cappella, che, ormai, non era più adatta a contenere tutti i fedeli che volevano assistere alle funzioni, venne demolita nel 1850 per far posto all'attuale parrocchiale, edificata tra il 1851 e il 1854. La nuova chiesa fu consacrata il 25 luglio 1854 dal vescovo di Trieste Bartolomeo Legat. La parrocchia venne eretta con decreto vescovile nel 1855.